# Dörbacher Mühle
Die Dörbacher Mühle ist ein Mühlenanwesen im Ortsteil Dörbach der Gemeinde Salmtal im Landkreis Bernkastel-Wittlich, Rheinland-Pfalz, und liegt nahe der Mündung des Bendersbaches in die Salm (Mosel).
Sie ist ein eingetragenes Kulturdenkmal mit:
- Herrenhaus (Nr. 36): repräsentativer barocker Mansardwalmdachbau, spätes 18. Jahrhundert;
- Mühlengebäude (Nr. 38): Krüppelwalmdachbau mit Anbau für das Mühlrad;
- zwei langgestreckte Wirtschaftsgebäude (Nr. 40 und 42);
- ehemalige Ölmühle (zu Nr. 38): eingeschossiger Massivbau.

Zeitweise gehörte die Mühle zum Augustiner-Chorherren-Kloster in Klausen.
Auf der Topographischen Aufnahme der Rheinlande wird das Anwesen zu Beginn des 19. Jahrhunderts als Duren Mühl bezeichnet.
Die Mahlmühle wurde 1966 stillgelegt, die Sägemühle ist noch in Betrieb.